# 傲慢と善良
『傲慢と善良』（ごうまんとぜんりょう）は、辻村深月による日本の恋愛小説。2019年3月5日に朝日新聞出版から刊行された。2022年9月7日に文庫化された。2019年度 第7回ブクログ大賞・小説部門大賞受賞作品、2020年うつのみや大賞。2024年10月時点で累計部数が100万部を突破している。
マッチングアプリで知り合って婚約することになった男女のうち、その女性が突如として消息を絶つという出来事を受けて、男が婚約者を探す中で彼女の過去や嘘に直面する姿を描く。ジェイン・オースティンの『高慢と偏見』に着想を得ている。
2024年9月に映画版が公開された。

## あらすじ
西澤架の婚約者坂庭真実が突然姿を消す。西澤架は婚約者を探す。以前からストーカーに付きまとわれてると訴えていた真美の言葉を頼りに真美が結婚相談所で会った以前のデート相手二人に会うが居場所を掴めない。
真実の失踪から数ヶ月経った頃、架の友人から真実のストーカー話が嘘だった事を知らされる。全てから逃げた真実はその頃東北でボランティア活動をしていた。そんなある日インスタグラムの架のコメントを見つける。

## 登場人物
西澤架
東京生まれ、東京育ち。東京の大学卒業後、広告代理店勤務を経て、父の死後、ビールの輸入販売店を継ぐ。容姿端麗で女性経験豊富。元カノのアユは理想の相手だったが、結婚願望の強いアユを待たせた末に振られる。30代後半になり、若い頃とは異なり異性との出会いが難しくなったと感じ、マッチングアプリで婚活を開始。多くの女性と会う中で真実と交際するも、アユへの未練から結婚を決意できずに二年が経過。友人・美奈子に結婚願望を問われ70%と答える。真実の部屋にストーカーが現れたことを機に結婚を決意し、式場も予約するが、直後に真実が失踪。真実を探すため群馬へ向かう。
坂庭真実
群馬県前橋市出身。姉と二人姉妹の次女。大人しく、自己主張が苦手。利発な姉・希美とは対照的に、地元の女子高から系列の女子大へ進学。卒業後、母の勧めで群馬県庁の臨時職員となる。進路は常に母親の意向が強く、主体的な決断をしてこなかった。周囲が結婚していく中、母親に依存する真実は恋愛経験もなかった。姉・希美はそんな真実に苛立ち、結婚も母親に責任を負わせればいいと告げる。母の伝手で結婚相談所の世話になり、金居や花垣と見合いするも、相手の欠点ばかりが気になり結婚に至らず。両親の過干渉に耐えかね、家を出て上京。東京で派遣社員として英会話教室で働きながら、マッチングアプリで婚活。そこで出会った架は理想の相手だった。ストーカー騒動を経て架と婚約するが、退職する英会話教室の送別会後のある事件をきっかけに、誰にも告げず仙台へ向かう。
美奈子
架の大学時代からの友人。仕事もでき、美人で気が強い。架に遠慮なく意見し、真実への気持ちが70%なら結婚すべきではないと忠告。真実を見下す一面も。
岩間希美
真実の姉。母親の束縛を嫌い上京、結婚して一児の母。母親の言いなりな真実にいら立ちつつも、気にかけている。
坂庭正治
真実の父親。
坂庭陽子
真実の母親。自身の価値観で真実を束縛しようとする。
小野里
地元の議員の妻で、結婚相談所を経営。人を見る目に長けている。
金居
真実が群馬にいた頃の見合い相手。東京の大学卒業後、大手企業勤務を経て地元に戻り再就職。真実に断られた後、結婚して妻子がいる。
花垣
真実の二人目の見合い相手。実家の歯科医院を手伝う。容姿は良いが、コミュニケーション能力は低い。
谷川ヨシノ
仙台でボランティア活動をする女性。真実に樫崎写真館の仕事を紹介する。
高橋
仙台で真実と知り合うボランティアの青年。真実に好意を抱く。

## 評価
著者の辻村の作家としての強みは深い人間心理の分析と、それらを濃密に表現することができる筆力にある。本作においても、婚活という、他人を審判せざるを得ない状況で醸し出される、一見すると善良に思われる人間が見せる傲慢さが緻密に考察された上で的確に描写されている点において高く評価されている。

## 書誌情報
- 辻村深月『傲慢と善良』
  - 単行本：2019年3月5日発売、朝日新聞出版、ISBN 978-4-02-251595-7[1]
  - 文庫本：2022年9月7日発売、朝日文庫、ISBN 978-4-02-265059-7[2]
- 辻村深月（原作）・鶴谷香央理（漫画）『傲慢と善良』朝日新聞出版〈ソノラマ＋コミックス〉、既刊1巻（2024年9月13日現在）
  1. 2024年9月13日発売[5]、ISBN 978-4-02-214404-1

## 映画
2024年9月27日に公開された。監督は萩原健太郎、主演は藤ヶ谷太輔と奈緒。
本作の映画化について辻村は「本作が出版されてから数年を経た現在においても届く読者の声の多様さに驚く」とし、その理由として「読者が小説の誰か、もしくは何かに『自分』を見ているからではないか」と語っている。主演の藤ヶ谷も「映像化するなら、自分が架を演じたい」と売り込んだのだという。

### キャスト
- 西澤架：藤ヶ谷太輔
- 坂庭真実：奈緒 - 英会話教室で働く事務員。
- 高橋耕太郎：倉悠貴[13] - 真実が出会う災害ボランティアのリーダー。
- 美奈子：桜庭ななみ[13] - 架の友人。
- 岩間希実：菊池亜希子[14] - 真実の姉。
- 大原憲司：小林リュージュ[15] - 架の大学時代の友人。
- 鈴木梓：小池樹里杏[16] - 架の友人。
- 金居：嶺豪一[17] - 真実の見合い相手。
- 花垣：吉岡睦雄[18] - 真実の二人目の見合い相手。
- いずみ：里々佳[19] - 真実の中学時代の友人
- 三井亜優子：森カンナ[20] - 架の元カノ。
- 坂庭正治：阿南健治[13] - 真実の父親。
- 坂庭陽子：宮崎美子[13] - 真実の母親。
- よしの：西田尚美[13] - 飲み屋のママ。
- 小野里：前田美波里[13] - 結婚相談所の所長。

### スタッフ
- 原作：辻村深月『傲慢と善良』（朝日文庫 / 朝日新聞出版刊）
- 監督：萩原健太郎
- 脚本：清水友佳子
- 音楽：加藤久貴
- 主題歌：なとり「糸電話」（Sony Music Records）[21]
- 製作：勝股英夫、牟田口新一郎、中村浩子、中西一雄、渡部秀一、奥村景二、久保田修、河内真人
- プロデューサー：瀬戸麻理子、高尾沙織、田中美幸、近藤紗良
- スーパーパイジング・プロデューサー：久保田修
- 監督補：山下久義
- ライン・プロデューサー：中川聡子
- 撮影：日下誠
- 照明：織田誠
- 録音：渡辺寛志
- 美術：Ren
- 装飾：酒井拓磨
- スタイリスト：前田勇弥
- キャラクタースーパーバイザー（ヘアメイク）：橋本申二
- ヘアメイク：櫻井安里紗
- スクリプター：唐仁原朝乃
- 編集：平井健一、田中夕貴
- VFXスーパーバイザー：太田貴寛
- 助監督：佐藤匡太郎
- 制作担当：多賀典彬
- 配給・宣伝：アスミック・エース
- 制作プロダクション：C&Iエンタテインメント
- 製作幹事：エイベックス・ピクチャーズ
- 製作：映画「傲慢と善良」製作委員会（エイベックス・ピクチャーズ、アスミック・エース、ストームレーベルズ、カルチュア・エンタテインメント、朝日新聞社、日本出版販売、C&Iエンタテインメント、朝日新聞出版）

## 漫画
コミカライズが『webTRIPPER』（朝日新聞出版）にて、2024年6月20日より連載されている。
- 辻村深月（原作）・鶴谷香央理（漫画）[22] 『傲慢と善良』 朝日新聞出版〈ソノラマ＋コミックス〉、既刊2巻（2025年6月20日現在）
  1. 2024年9月13日発売[23]、ISBN 978-4-02-214404-1
  2. 2025年6月20日発売[24]、ISBN 978-4-02-214414-0